# Enrique Jarnes
Enrique Jarnes (Zaragoza, 8 de outubro de 1925—Mérida, 2002) foi um escritor espanhol.

## Filmografia
- Tierra Adentro (1957)
- El derecho de nacer (1965)
- La Tirana (1967)
- Corazón de madre (1969)
- Cristina (1970-71)
- La virgen ciega (1970)
- El hijo de Angela María (1973)
- La otra (1974)
- Laura y Virginia (1977)
- Seducción (1986)